# Slot Burgsteinfurt

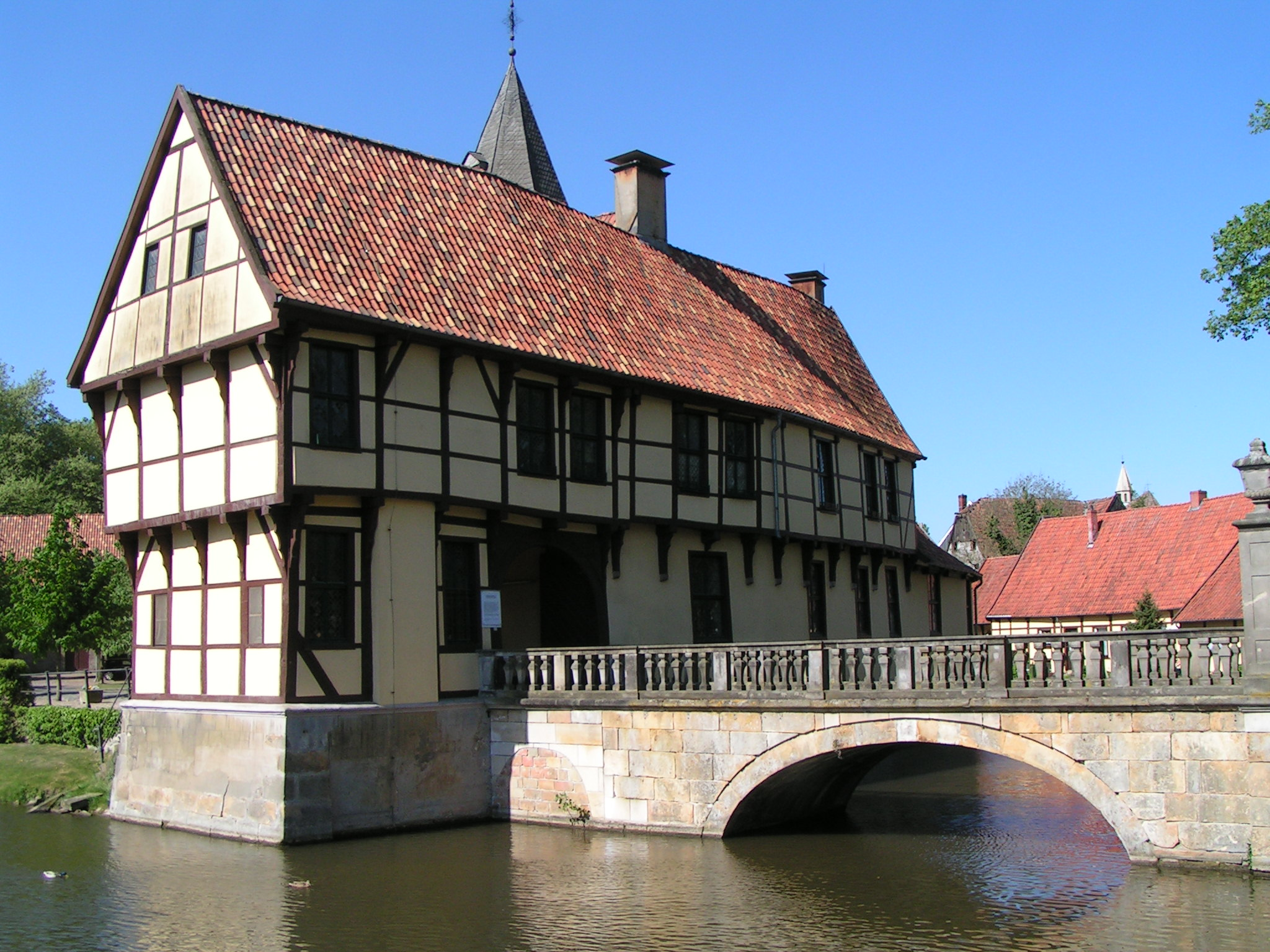
Poortgebouw van het slot

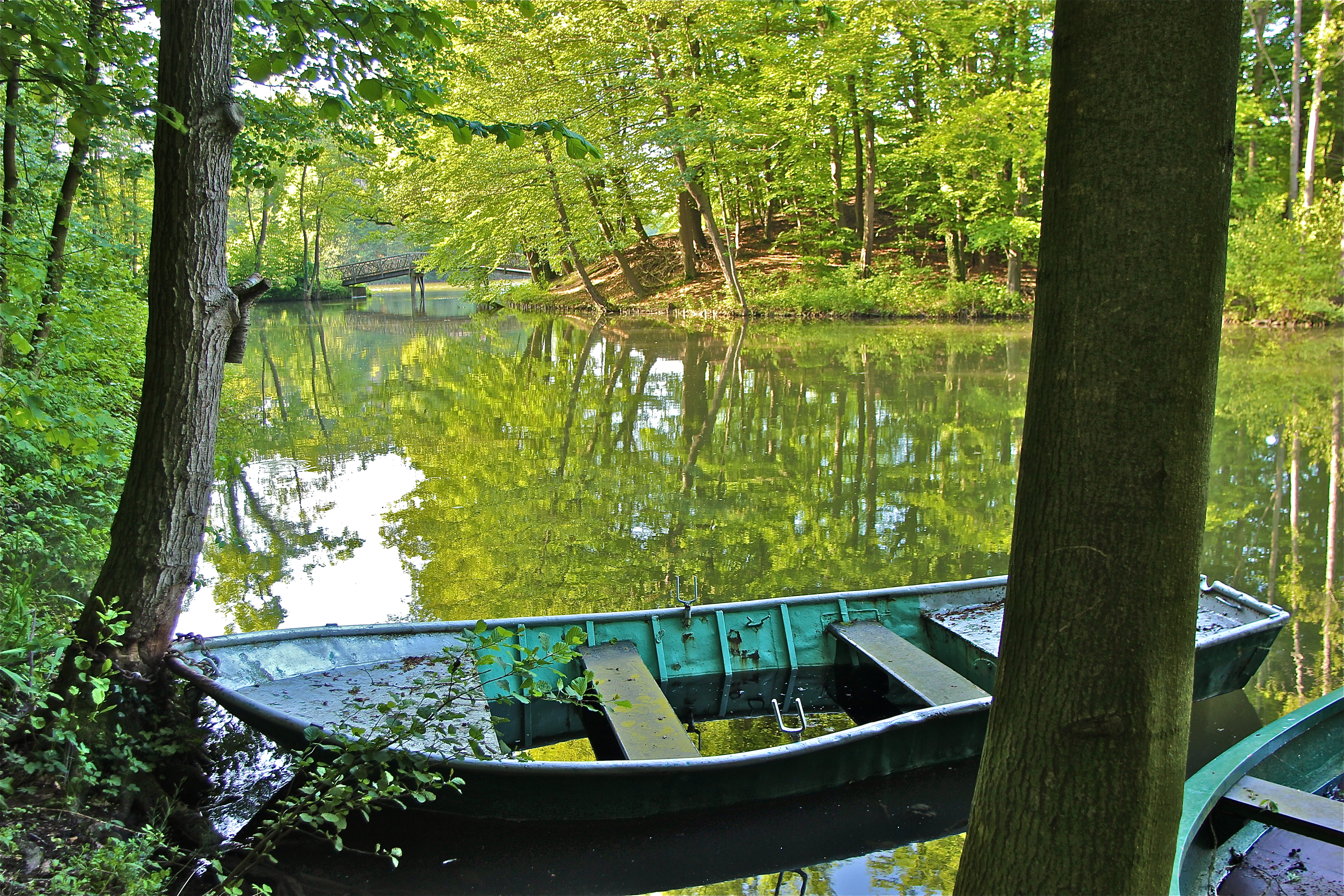
Steinfurter Bagno

Slot Burgsteinfurt, ook wel bekend als Schloss Steinfurt of Schloss Burgsteinfurt, is een waterburcht aan de rand van de binnenstad van Steinfurt.

## Beschrijving
De burcht ligt op twee kunstmatige eilanden die worden omgeven door de Steinfurter Aa. Het kasteel bestaat uit een Oberburg, een Unterburg en een watermolen. Het gebouw is door de jaren heen verbouwd en uitgebreid en heeft daardoor kenmerken uit verschillende stijlperioden.
De adellijke familie zu Bentheim und Steinfurt bewoont het gebouw.
Via de website van de Fürst zu Bentheim und Steinfurt kan men incidenteel een groepsbezichtiging van de omgeving van kasteel Burgsteinfurt boeken. In de bibliotheek van het slot wordt een Middelnederduits handschrift bewaard (in Westfaals dialect, van ongeveer 1425) met Lodewijk van Velthems Boec van Merline.

## Geschiedenis
Het kasteel wordt in 1129 voor het eerst vermeld. Het gebouw werd in 1164 door in de nabijheid wonende heren van Ascheberg verwoest, en het werd vervolgens weer opgebouwd. In de omgeving van het kasteel ontstond een nederzetting met een markt. Deze nederzetting kreeg in 1347 stadsrechten. In de late middeleeuwen ontwikkelde Burgsteinfurt zich tot een kleine stad.
Nadat de graven van Steinfurt in 1451 waren uitgestorven, viel het kasteel in handen van de heren van Götterswick, die er tegelijkertijd in slaagden de Graafschap Bentheim te verwerven.

## Bagno
In de omgeving van het kasteel ligt een groot park dat voor het publiek opengesteld is. Dit zogeheten Steinfurter Bagno is sinds 2006 partner van het European Garden Heritage Network.